# Skabelsens søjler
Skabelsens søjler henviser til et fotografi taget af Hubble-rumteleskopet af søjler af interstellar gas og støv i stjernetågen Ørnen. Det blev taget den 2. april 1995 og Space.com udråbte det til at være et af de ti bedste fotografier taget med Hubble-rumteleskopet. Astronomerne ansvarlige for fotografiet var Jeff Hester og Paul Scowen fra Arizona State University. Stjernerne i denne del af Ørnen er dannet af andre stjerner som eroderer ved gas og dette giver en æggelignende form. Hvert "æg" er omtrent samme størrelse som vores solsystem og huser en helt ny stjerne.
Billedet består af tre separate fotografier taget med Wide Field and Planetary Camera 2 om bord på Hubble. Hvert fotografi blev lavet med lys udsendt af forskellige grundstoffer i skyen og fremsat med forskellige farver i det sammensatte billede: grøn for hydrogen, rød for enkelt-ioniseret svovl og blå for dobbelt-ioniserede oxygenatomer.

## Genbesøg
Siden det originale billede i 1995 er motivet blevet genbesøgt flere gange, og selvom navnet "Skabelsens Søjler" oprindeligt var titlen på billedet er det nu blevet blevet synonymt med det fysiske område i stjernetågen Ørnen hvor søjlerne findes.
Ved fejringen af 25-års jubilæet siden lanceringen af Hubble-rumteleskopet samlede astronomer et større billede med højere opløsning af skabelsens søjler, som blev afsløret i januar 2015 ved American Astronomical Society-mødet i Seattle. Billedet blev fotograferet af Hubble-teleskopets Wide Field Camera 3, som blev installeret i 2009. Der blev også taget et infrarødt billede. Det nye billede er bredere, og viser derfor mere af bunden af de tågede søjler.
I oktober 2022 blev det afsløret, at James Webb Space Telescope fangede et nyt billede af skabelsens søjler ved at bruge deres nærinfrarøde kamera ombord på rumfartøjet. Billedet var i stand til at fange dannelsen af nye stjerner, der stadig var under udvikling, meget detaljeret, som på billedet ses som røde pletter nær udkanten af søjlerne. Desuden er de tykke, støvede brune søjler blevet mere gennemsigtige på det nye billede.
| |
| Et nyt billede af skabelsens søjler fra Hubble Space Telescope i højere opløsning, taget i 2014 som en hyldest til det originale fotografi. |

|                                                           |
| Infrarødt billede taget af Hubble Space Telescope i 2014. |

|                                                                                       |
| Skabelsens søjler, taget med James Webb Space Telescope's nærinfrarøde kamera i 2022. |

|                                                                                       |
| Skabelsens søjler taget med James Webb Space Telescope's midtinfrarøde kamera i 2022. |

## Fodnoter
1. ↑  Best Hubble Space telescope images fra Space.com (engelsk)
2. ↑  Embryonic Stars Emerge from Interstellar "Eggs", Hubble news release (engelsk)
3. ↑  Pillars of Creation fra messier-objects.com (engelsk)
4. ↑  "Hubble Goes High-Definition to Revisit Iconic 'Pillars of Creation'" (engelsk). NASA. 5. januar 2015. Hentet 6. januar 2015.
5. ↑  Adkins, Jamie (18. oktober 2022). "NASA's Webb Takes Star-Filled Portrait of Pillars of Creation". NASA (engelsk). Hentet 19. oktober 2022.
6. ↑  Overbye, Dennis (19. oktober 2022). "Webb Telescope Captures New View of 'Pillars of Creation' - The NASA space observatory's infrared eye finds out what's going on within the cloudy cosmic nursery". The New York Times (engelsk). Hentet 21. oktober 2022.

| Astronomi | Spire Denne artikel om astronomi er en spire som bør udbygges. Du er velkommen til at hjælpe Wikipedia ved at udvide den. |